# Pachyteria dimidiata
Pachyteria dimidiata är en skalbaggsart som beskrevs av John Obadiah Westwood 1848. Pachyteria dimidiata ingår i släktet Pachyteria och familjen långhorningar.
Artens utbredningsområde är:
- Sarawak.
- Iran.
- Laos.
- Myanmar.

Inga underarter finns listade i Catalogue of Life.

## Bildgalleri

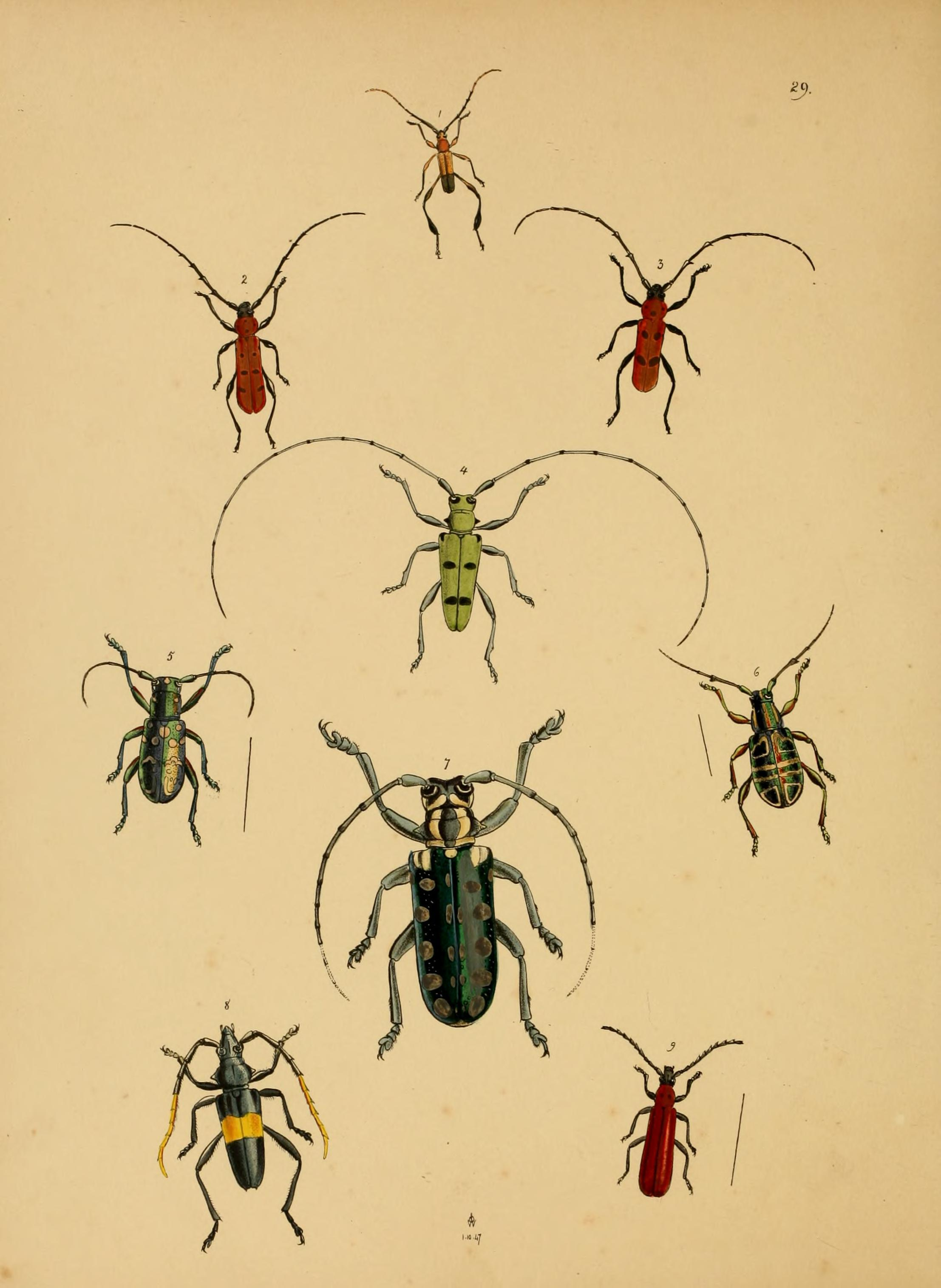